# Панта Радосављевић Дунавски
Панта Радосављевић или војвода Дунавски (Београд, 28. августа 1876 — Нирнберг, 1941) је био четнички војвода и пуковник.

## Биографија

### Војна школа
Након завршена три разреда гимназије крајем 1892. уписао се у артиљеријску подофицирску школу. Потпоручник је постао 1902, а капетан 1914.

### Четничка акција
Септембра 1905. придружио се четничкој акцији у Македонији. Одмах по доласку постао је начелник горскога штаба у западном Повардарју и на тој дужности био је од октобра 1905. до јануара 1906. Називали су га војвода Дунавски. Сарадници су му били војводе Глигор Соколовић, војвода Бабунски и официр Сретен Руднички, који је пре њега ступио у четништво.

### Секретар четничке организације
Крајем 1906. изабран је за секретара главнога четничкога одбора у Београду, а у јесен 1907. постао је секретар извршнога четничкога одбора у Врању. Након Младотурске револуције 1908. долази до затишја и обуставе четничких акција због обећања да ће нове турске власти да поштују устав и законе. Радосављевић се тада повчлачи из четничке организације.

### Учешће у ратовима
Радосављевић је као командир артиљеријске батерије учествовао у Првом и Другом балканском рату. У Првом светском рату учествовао је као командир батерије и командант батаљона. У септембру 1914. године је са својим батаљоном продро у Босну и Херцеговину, све до Сарајева где се задржао до 5. октобра штитећи српски народ. У повлачењу је рањен на Гласинцу 6. октобра 1914. године. Краљ га је лично 1914. одликовао Карађорђевом звездом 4. степена. Након 1918. објављивао је чланке и песме у листу "Српско Косово", а објавио је и две мање књиге патриотскога садржаја "Кроз славно Косово" и "Шта је Маћедонија“.

### Априлски рат и последње године
Као резервни пуковник Југословенске војске учествовао је у Априлском рату након чега је заробљен и интерниран у Немачку (логор Офлаг XIII/Б). Боловао је од туберкулозе па је његов рођак заробљени дивизијски генерал Душан Трифуновић покушао да издејствује да га сместе у болницу или да га отпусте кући. То се није десило и он је преминуо крајем 1941. године.